# Industry and Idleness

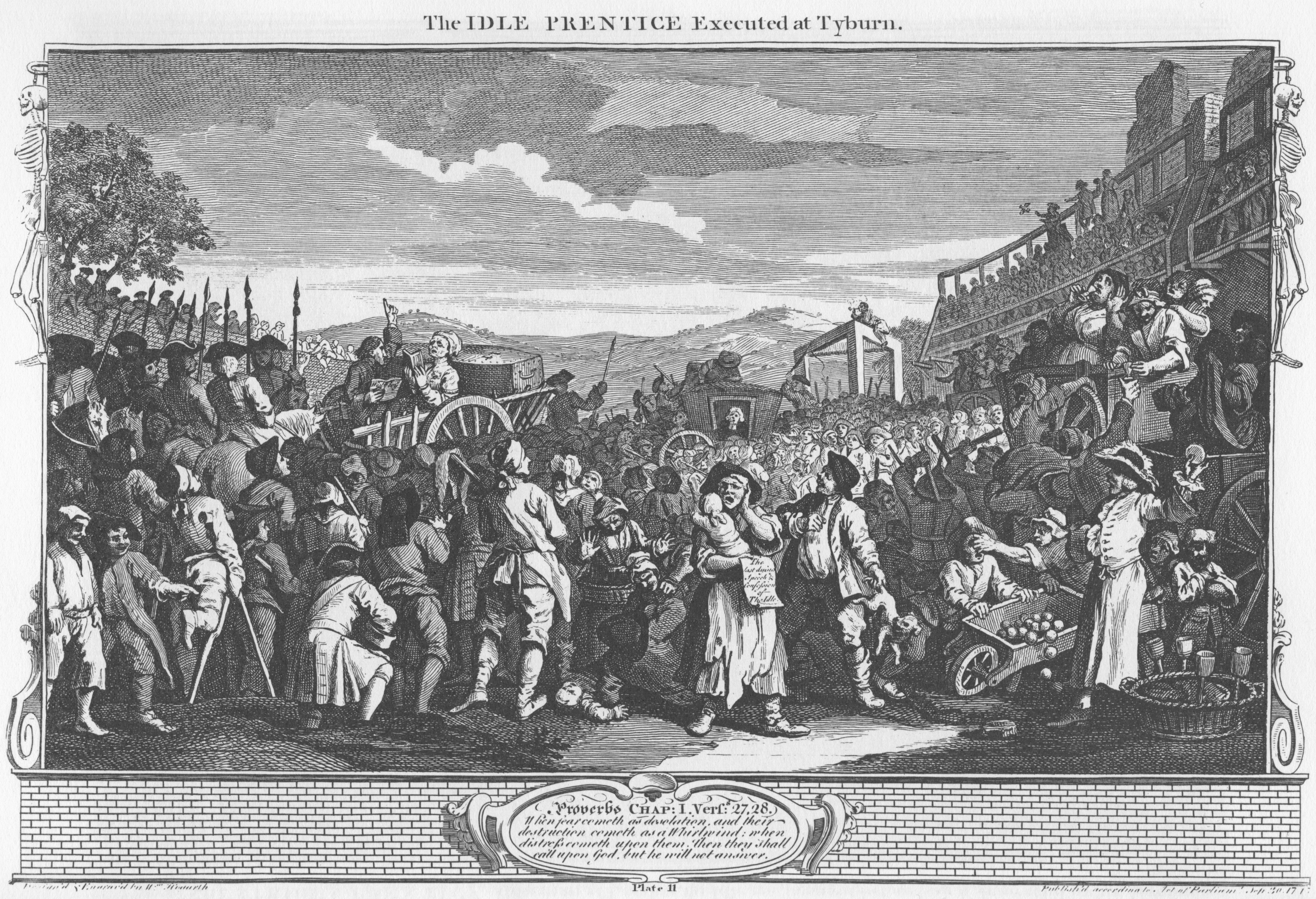
«The Idle Prentice Executed at Tyburn» («El aprendiz ocioso ejecutado en Tyburn») — Placa 11 de las 12 que conforman la serie, mostrando la recompensa final del ocio.

Industry and Idleness (en español: Industria y ociosidad) es el título de una serie de doce grabados creados por William Hogarth en 1747, el entorno de todos ellos está relacionado y tienen la intención de enseñar a los niños que trabajan las posibles recompensas de la dedicación y el trabajo duro y los seguros desastres que acompañan a la carencia de ambos. A diferencia de sus obras anteriores, A Harlot's Progress (1731) y Marriage à-la-mode (1743), que fueron pintados primero y posteriormente convertidos en grabados, Industry and Idleness fue creada exclusivamente como una serie de grabados. Cada una de las impresiones fue vendida por 1 chelín, siendo un total de 12 por el conjunto, que equivale, en poder adquisitivo, aproximadamente a 80 libras esterlinas a partir de 2005. Se cree que estas impresiones estaban dirigidas a un mercado más amplio y menos pudiente que sus trabajos anteriores. Los originales residen actualmente en el Museo Británico.